# Chartierville
Chartierville est une municipalité québécoise située dans la municipalité régionale de comté (MRC) du Haut-Saint-François en Estrie.

## Histoire
Situé dans le Comté de Compton, Diocèse de Sherbrooke. Le peuplement a débuté vers 1869. La paroisse fut desservie par le curé de La Patrie de 1876 à 1883, date de la nomination du premier curé résidant. Registres paroissiaux ouverts en 1878. Érection civile: 18 août 1890. Le territoire de cette paroisse comprend une partie du canton de Ditton et tout le canton d'Emberton. Son nom rappelle Jean-Baptiste Chartier, (1832 – 1917), missionnaire et nommé en 1870 agent de colonisation dans les Cantons-de-l'Est.

## Géographie
La municipalité est adjacente au comté de Coös et à la municipalité de Pittsburg  qui est accessible par la route Route 257 (Québec) jusqu'au poste frontière situé dans un Col de montagne à 505 mètres d'altitude sur la montagne des Lignes ou commence la U.S. Route 3.

## Démographie
| 1996 | 2001 | 2006 | 2011 | 2016 | 2021 |
| ---- | ---- | ---- | ---- | ---- | ---- |
| 328  | 362  | 378  | 307  | 276  | 319  |

## Administration
Les élections municipales se font en bloc pour le maire et les six conseillers.
| Chartierville Maires depuis 2001                                                                                     |                            |         |          |
| Élection | Maire                      | Qualité | Résultat |
| 2001 | Noël Pratte                |         | Voir     |
| 2005 | Jean-René Ré               |         | Voir     |
| 2009 | Aucun candidat à la mairie |         | Voir     |
| 2009 | Jean Bellehumeur           |         | Voir     |
| 2013 | Jean Bellehumeur           | Voir    |          |
| 2016 | Denis Dion                 |         | Voir     |
| 2017 | Denis Dion                 | Voir    |          |
| 2021 | Denis Dion                 | Voir    |          |
| Élection partielle en italique Depuis 2005, les élections sont simultanées dans toutes les municipalités québécoises |                            |         |          |

## Attraits touristiques
- Les Sentiers frontaliers[6]
- Festival Musique aux Sommets[7]
- La Galerie d'art André-Philibert[8]
- La côte magnétique[9]
- Le centre d'interprétation de la mine d'or[9]

## Galerie d'images

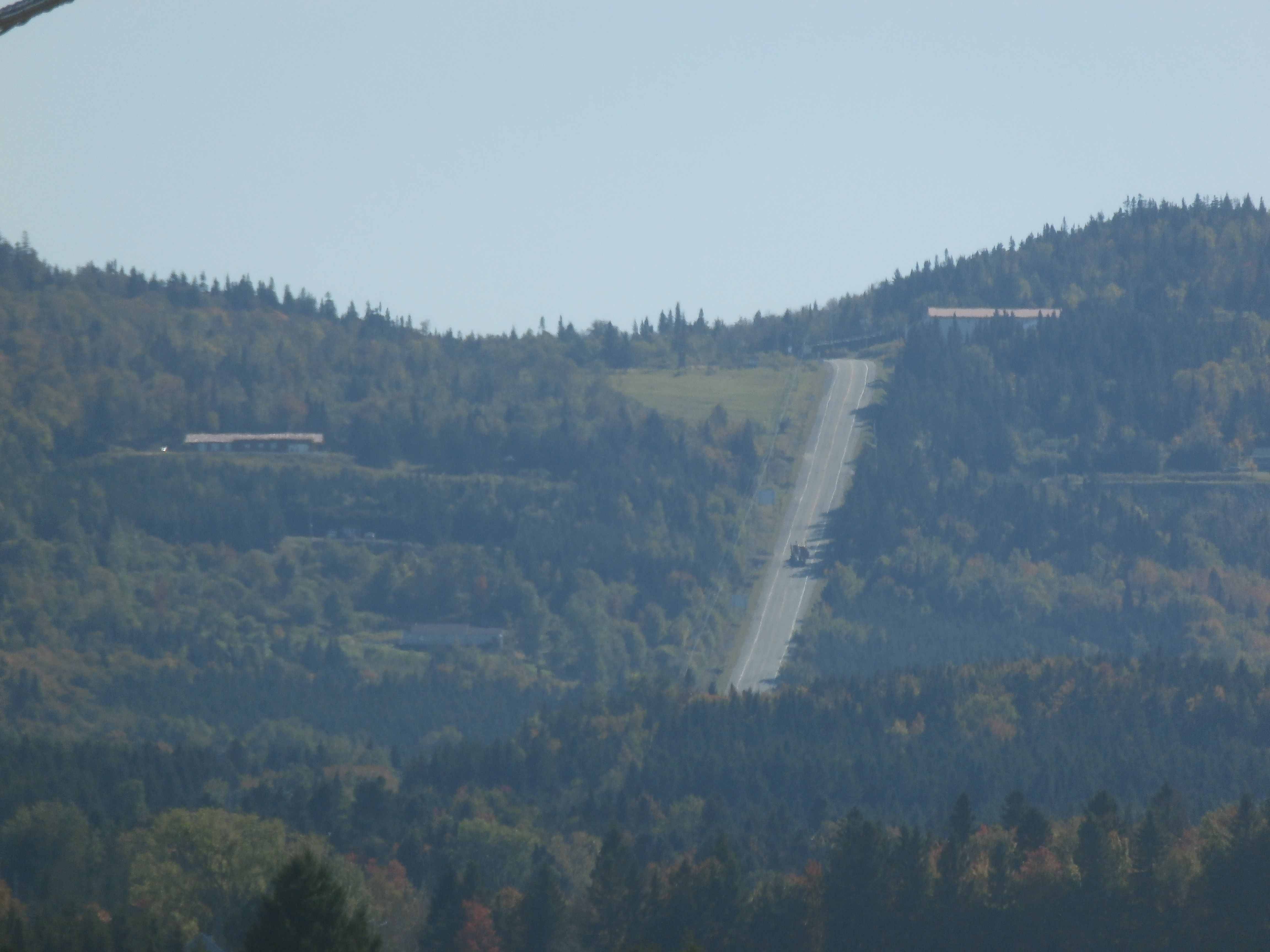
Col de la Montagne des Lignes vu de La Patrie. La route Route 257 (Québec) rejoint la frontière à 720 mètres d'altitude et descend par la U.S. Route 3 vers la municipalité de Pittsburg (New Hampshire).
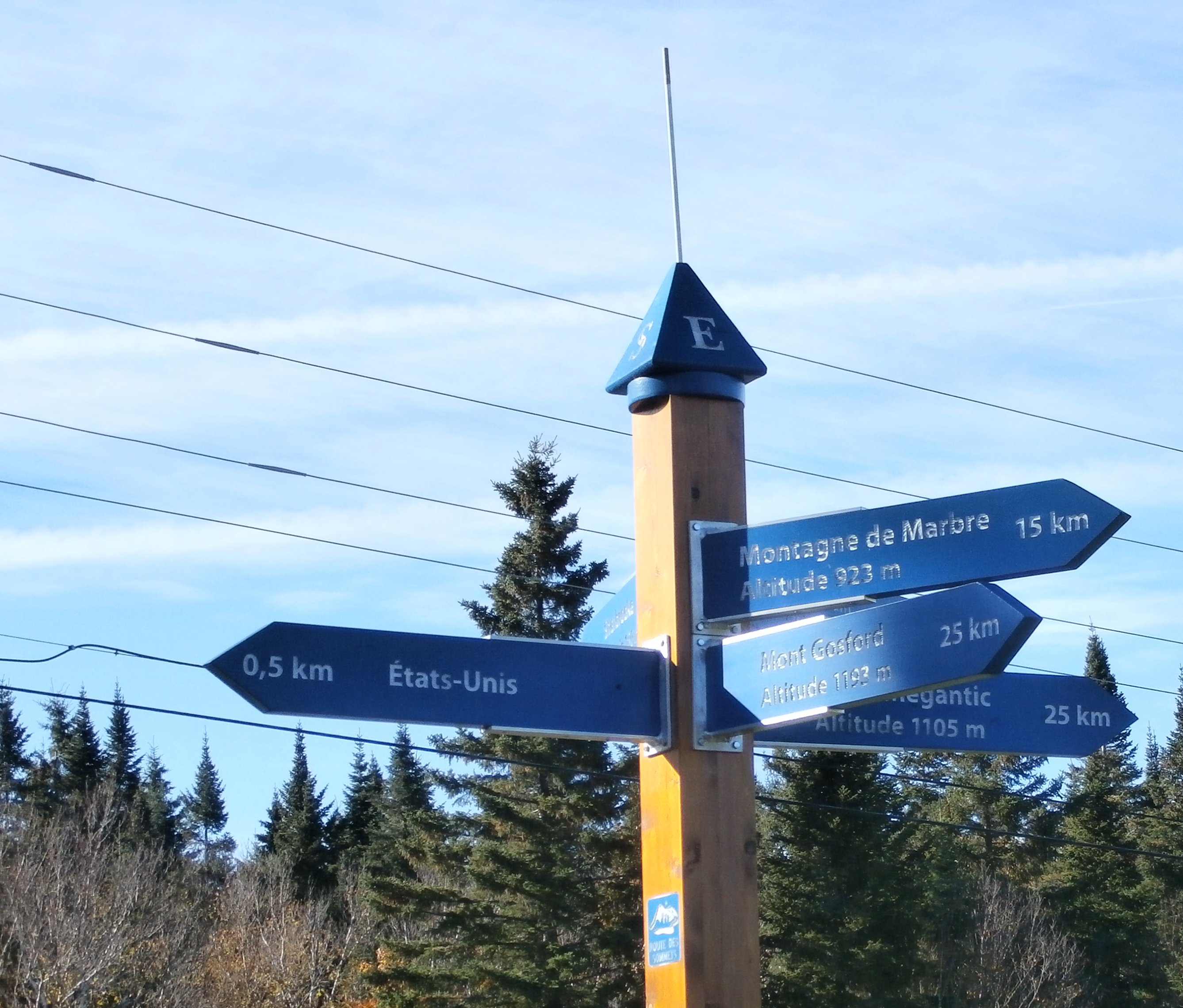
Panneau d'Information de l'arrêt routier près de là frontière à Chartierville.
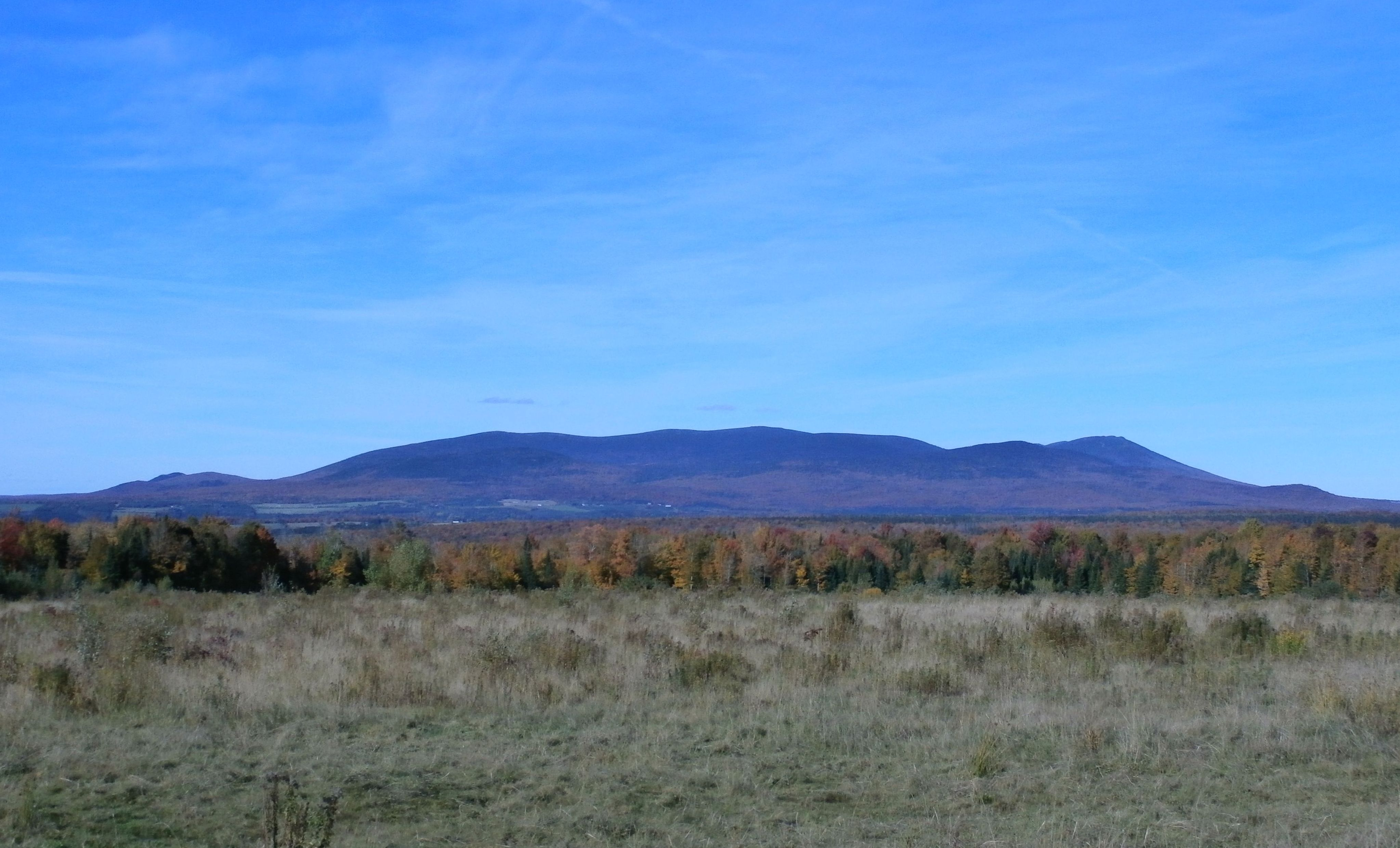
Vue du mont Mégantic vers le nord depuis la frontière.
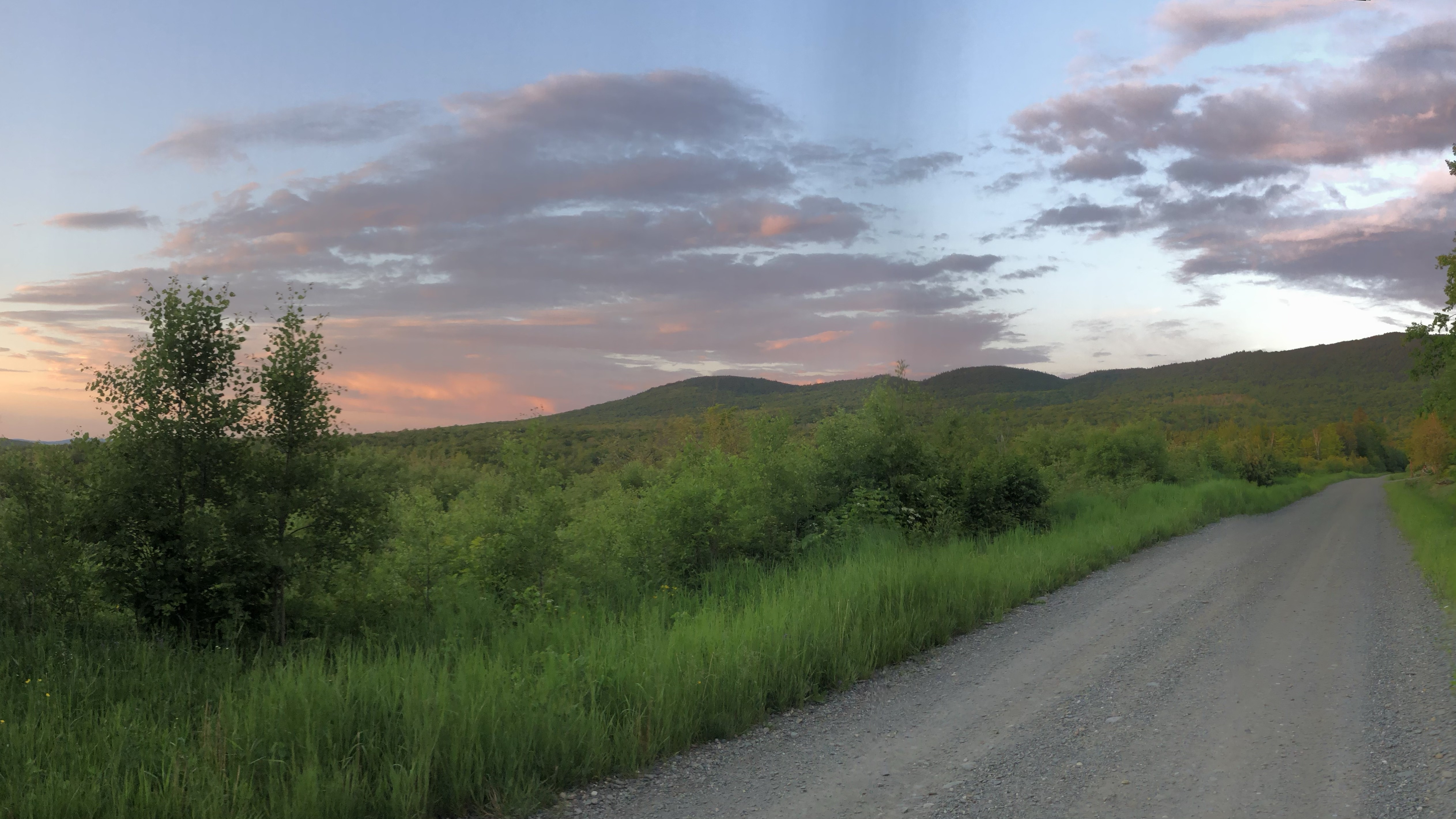
Vue à partir du chemin Saint-Paul